# Johan Eric Fant
Johan Eric Fant, född 31 augusti 1815 i Österlövsta församling, Uppsala län, död 19 januari 1869 i Sala stadsförsamling, Västmanlands län, var en svensk präst och författare. Han var son till Georg Fredric Fant och far till Carl Johan Michael Fant.
Fant blev student vid Uppsala universitet 1832, filosofie magister 1839, konsistorienotarie i Uppsala 1844 samt kyrkoherde och prost i Sala pastorat 1853. Han var medlem av prästeståndet vid den sista ståndsriksdagen (1865–1866).
Fant utgav bland annat Upsala ärkestifts herdaminne (1842–1845; jämte A.T. Låstbom), Matrikel öfver prest- och klockarelägenheterna inom Upsala ärkestift (1850), Upsala ärkestifts matrikel (samma år) och Vägledning för prester i äktenskapsmål (1853; 4:e upplagan 1881).